# 塞拉凱亞達
塞拉凱亞達（葡萄牙語：Serra Caiada），前稱儒塞利諾總統鎮（Presidente Juscelino），是位於巴西東北部北里約格朗德州的一個市鎮。